# Aberdeen (South Dakota)
Aberdeen ist mit 28.495 Einwohnern (Stand: 2020, U.S. Census Bureau) die drittgrößte Stadt des US-Bundesstaates South Dakota. Sie liegt nahe der Grenze zu North Dakota im Tal des James River etwa 260 km nordöstlich von Pierre. Die Stadt ist Verwaltungssitz von Brown County.

## Geschichte
Die Stadt wurde 1881 an der Kreuzung mehrerer Eisenbahnstrecken gegründet. Benannt wurde sie nach der gleichnamigen Stadt in Schottland von Alexander Mitchell, dem damaligen Präsidenten der Eisenbahngesellschaft Chicago, Milwaukee, St. Paul and Pacific Railroad. 1882 erhielt sie den Status einer Incorporated Town und 1883 wurde sie zu einer City.

### Einwohnerentwicklung
| Jahr | Einwohner¹ |
| ---- | ---------- |
| 1980 | 25.851     |
| 1990 | 24.927     |
| 2000 | 24.658     |
| 2010 | 26.091     |
| 2020 | 28.495     |

¹ Volkszählungsergebnisse

## Wirtschaft
Aberdeen liegt in der landwirtschaftlich ertragreichsten Region des Bundesstaates. Neben der Viehhaltung (Rinder, Schweine, Schafe) spielen der Anbau von Sojabohnen, Mais, Weizen, Gerste, Roggen und Sonnenblumen eine Rolle. In der Stadt haben sich verschiedene Produktions- (medizinisches Bedarfsmaterial, Maschinenbau, Raketenteile) und Dienstleistungsunternehmen (Reisedienstleister, landwirtschaftliche Vermarktung, Finanzbranche) angesiedelt. Aberdeen dient für eine große Region als Gesundheits-, Handels- und Geschäftszentrum.

## Verkehr
Mit dem Aberdeen Regional Airport besitzt Aberdeen einen eigenen Flughafen. Aberdeen liegt am U.S. Highway 12 und am U.S. Highway 281.

## Bildung
Aberdeen ist der Sitz der Northern State University und des Presentation College.

## Tourismus
Touristisch anziehend ist die Stadt vor allem für Angler und Jäger, insbesondere im Herbst während der Fasanenjagd-Saison. In der Umgebung befinden sich die Erholungsgebiete Sand Lake National Wildlife Refuge, Richmond Lake (Nordwesten) und Mina Lake (Westen).
Jedes Jahr im Juni erinnert das Oz Festival an L. Frank Baums Werk und seine Zeit in Aberdeen. Im Dacotah Prairie Museum wird regionale Geschichte erlebbar gemacht.

## Persönlichkeiten

### Söhne und Töchter der Stadt
- Glenn Hartranft (1901–1970), Kugelstoßer und Diskuswerfer
- Joseph Hansen (1923–2004), Schriftsteller
- David Premack (1925–2015), Psychologe und Verhaltensforscher
- John Cacavas (1930–2014), Komponist, Arrangeur und Dirigent
- Tom Daschle (* 1947), Politiker
- Debra Mooney (* 1947), Schauspielerin
- Terry Francona (* 1959), Baseball-Manager
- Daniel Pred (* 1963), Musiker und Filmproduzent
- Stephanie Herseth Sandlin (* 1970), Politikerin
- Brad Walker (* 1981), Leichtathlet im Stabhochsprung

### Persönlichkeiten mit Bezug zur Stadt
In Aberdeen haben auch die Schriftsteller Hamlin Garland (1860–1940), bekannt für seine autobiographische Mittle Border-Reihe, und L. Frank Baum (1856–1919, Der Zauberer von Oz) gelebt.